# Claude Grahame-White
Pour les articles homonymes, voir Graham et White.
Claude Grahame-White, né le 21 août 1879 à Bursledon et mort le 19 août 1959 à Nice, est l'un des pionniers anglais de l'aviation et le premier à faire un vol de nuit, au cours de la course aérienne de Londres à Manchester de 1910. Ce dernier espérait remporter le prix du Daily Mail et rejoindre ainsi Manchester via Rugby et Lichfield, mais ce sera sans succès, la météo et des soucis mécaniques ruinant ses espoirs à néant à 110 km du but.
En 1913, il va démissionner de l’Aéro-Club royal de Grande-Bretagne pour faire pression sur l'institution qui refuse d'accorder à Brindejonc des Moulinais le Trophée Geisler, alors qu'il l'a remporté, car le Français a survolé des villes britanniques alors que c'est interdit par la loi, loi qu'il ne connaissait pas.